# The Bandgeek Mafia
The Bandgeek Mafia war eine Ska-Core-Band aus Trier.

## Geschichte
The Bandgeek Mafia wurde 2002 in Trier gegründet. 2005 wurde die EP The Bandgeek Mafia zum kostenlosen Download veröffentlicht und in den Folgejahren über 15.000 Mal heruntergeladen. Das Debütalbum Paint Your Target erschien 2007 auf Long Beach Records und verkaufte sich über 1.800 Mal. Das folgende Album No Disguise erschien im Februar 2010 wieder auf Long Beach Records, aufgenommen und produziert von Kurt Ebelhäuser. Zwischenzeitlich tourte The Bandgeek Mafia unter anderem mit Reel Big Fish, Mad Caddies, Less Than Jake, Rantanplan und Streetlight Manifesto.
Im Januar 2015 gab die Band ihre Auflösung bekannt.

## Diskografie
- 2005: The Bandgeek Mafia (EP)
- 2007: Paint Your Target (Album)
- 2009: About Beasts & Lovers (Single)
- 2010: No Disguise (Album)
- 2013: Flyweights (Single)